# Frauenalb
Frauenalb est une ancienne abbaye bénédictine entourée d'un village dans la vallée de l'Alb, aujourd'hui dans la commune de Marxzell, dans l'archidiocèse de Fribourg-en-Brisgau.

## Légende
Le comte Froben Christoph de Zimmer rapporte dans la Chronique de Zimmer de 1566 à propos d'un comte Berthold d'Eberstein, qui est considéré comme le fondateur légendaire du monastère de Frauenalb. Le comte de Zimmer écrit à propos d'un incident qui se serait produit en 1134 et parle d'un membre de sa famille, à savoir Albert de Zimmer. Il se promenait à Stromberg avec d'autres aristocrates et voit une « apparence fantomatique » pendant la chasse. Albert de Zimmer est saisi et promet de construire une église. Le comte Erkinger von Magenheim, qui fait partie des nobles de la partie de chasse, lui permet de le faire sur son territoire. Il ajoute un monastère à l'église, le complexe aurait été d'abord nommé Frauenzimmern. Le comte Berthold d'Eberstein, qui séjourne également au château de Magenheim à l'époque, montre une grande sympathie pour l'expérience émouvante d'Albert de Zimmer. Il décide également de construire un couvent. À partir de là, Frauenalb se développe. Cette histoire de fondation, ou du moins la date de fondation vers 1135, est considérée comme authentique jusqu'à la fin du XIXe siècle, même si les historiens en doutaient déjà.

## Histoire
Le couvent n'accepte que les filles de familles nobles. Les moniales (jusqu'à 30 membres du couvent) sont souvent hébergées à Frauenalb lorsqu'elles sont jeunes.
Avec sa fille Uta, Eberhard III d'Eberstein fonde vers 1180 le monastère de Frauenalb, qui en 1193 possède également Metzlinschwand et Muggensturm en plus de Schielberg. Le bailliage revient au margraviat de Bade (1341 Frowen Albe) au XIVe siècle. en 1403, le roi Robert accorde l'immédiateté impériale souhaitée, après quoi le margrave Bernard de Bade fait brûler le bâtiment du monastère de style roman. Dans le monastère gothique construit par la suite, un incendie se déclare en 1508 à cause de l'imprudence d'une sœur laïque, qui consume l'abbaye et les bâtiments conventuels comme le dormitorium et le réfectoire ; il ne reste que l'église, reconstruite entre 1404 et 1406, et l'infirmerie. L'abbaye reconstruite est pillée lors de la guerre des Paysans allemands en 1525, mais retrouve bientôt sa prospérité d'antan grâce à sa vaste propriété. Un inventaire du XVIe siècle montre la vaste propriété monastique avec des ateliers de tissage pour les sœurs converses, des écuries, un moulin monastique, une auberge et une briqueterie.
Les bains publics appartiennent également au couvent, mais selon les règles de l'ordre, les chanoinesses ne sont autorisées à les utiliser que deux à trois fois par an. En 1553, l'abbaye perçoit des revenus de 38 villages à droite du Rhin et 10 à gauche. Lorsque le margrave Ernest-Frédéric dissout Frauenalb en 1598, les revenus du monastère provenant uniquement du vin, en particulier d'Ersingen, provinent d'environ 39 000 litres.
En 1605, le dernier couvent quitte l'abbaye. Pendant la guerre de Trente Ans, l'abbaye est à nouveau occupée par des religieuses bénédictines de l'abbaye d'Urspring en 1631, elles fuient à Lichtental en 1634 et reviennent à Frauenalb en 1645.
Après la démolition de l'ancien bâtiment conventuel en 1696, un nouveau bâtiment de trois étages avec une façade à pignon faisant face à la montagne est construit par Johann Jakob Rischer selon un plan de Franz Beer en 1704. Sous l'abbesse Gertrudis von Ichtrazheim (1715-1755), Peter Thumb (le gendre de Beer) crée une nouvelle église monastique à double clocher (achevée en 1751).
Après la sécularisation en 1803, la propriété est vendue aux enchères pour former un hôpital militaire privé entre 1813 et 1819. Des usines sont installées dans les bâtiments, des incendies se déclarent à quatre reprises (1835, 1844, 1848, 1853) ; les entreprises échouent toutes et en 1853, elles laissent le complexe du monastère en ruines incendiées.
Lambert Heinrich von Babo acquiert le bâtiment abbatial et y habite un temps. Les armoiries de la famille von Babo au-dessus de la porte extérieure, l'ancienne maison de l'abbesse, en témoignent encore.
De 1936 à 1945, la Gauführerschule I de Bade est dans un ancien hôtel à côté des ruines de l'abbaye.
En 1960, une « Fondation Frauenalb » est créée, qui acquiert les vestiges du bâtiment et souhaite les préserver.

## Abbesses
- Uta ou Utta I. von Eberstein, 1134–?
- Uta ou Utta II., 1193
- Gertrud I. von Weingarten, ?
- Agnes, 1335
- Elisabeth von Eberstein, 1341–1346
- Margarethe I. von Eberstein, † 1404
- Margarethe II. Truchsessin von Waldburg, 1404–?
- Elisabeth von Weingarten, † 1414
- Gertrud II. (Erlinda) von Weingarten, 1414–nach 1431
- Margarethe III. von Weingarten, † 1443
- Agnes von Gertringen, 1443–1474
- Margarethe IV. von Weingarten, 1474–1495
- Margarethe V. von Zorn, 1495–1502
- Margarethe VI. von Hoheneck-Enzberg, 1502–1507
- Scholastika Göler von Ravensburg, 1507–1537 (sœur de David Göler von Ravensburg)
- Katharina I. von Remchingen, 1537–1550
- Katharina II. von Wittstatt (genannt Hagenbachin), 1550–1554
- Katharina III. von Bettendorf, 1554–1573
- Paula von Weitershausen, 1574–1597, † 1609
- 1598–1629 Dissolution par le margrave protestant Ernest-Frédéric de Bade-Durlach
- 1629–1631 Sede vacante
- Johanna Maria von Mandach, 1631–1642
- Maria Margarethe von Greuth, 1642–1684[3]
- Maria Salome von Breitenlandenberg, 1684–1715[3]
- Maria Gertrud von Ichtersheim ou Ichtratzheim, 1715–1761[3]
- Maria Abundantia von Stotzing, 1761–1775
- Marie Antonie von Beroldingen, 1775–1793
- Maria Victoria Thekla von Wrede, 1793–1803
- 1803 Sécularisation

## Source de la traduction
- (de) Cet article est partiellement ou en totalité issu de l’article de Wikipédia en allemand intitulé « Frauenalb » (voir la liste des auteurs).